# Ilon
Ilon Maj Katarina Adlercreutz (* 1999), kurz Ilon, ist eine finnische Singer-Songwriterin.

## Leben
Die Finnlandschwedin Ilon wuchs in Jorvas in der zweisprachigen Stadt Kyrkslätt (finnisch Kirkkonummi) in der Hauptstadtregion auf. Ihr Vater ist der Architekt und Politiker Anders Adlercreutz.

## Karriere
So wie mehrere andere bekannte finnlandschwedische Interpreten, darunter Mirella und Eller Isac Elliot, singt Ilon nicht in ihrer Muttersprache. Ihr Song Tobacco wurde 2021 zum zweithäufigst gespielten Lied auf Yleisradio. Nach englischsprachigen Veröffentlichungen brachte sie mit der Single PPP im Jahr 2024 erstmals einen Titel auf Finnisch heraus. Als künstlerische Einflüsse ihres Schaffens hat sie u. a. Veronica Maggio, Girl in Red und LP genannt. Ilon trat auch als Songwriterin für andere Künstler in Erscheinung. So war sie Ko-Autorin von Mirellas größtem Hit Timantteii, der 9 Wochen Platz 1 in Finnland belegte.

## Diskografie
Singles
- 2020: Selfish Love
- 2020: Catch-22
- 2021: Tobacco
- 2021: Dream
- 2022: Voice Memo
- 2022: Skater Girls
- 2024: PPP
- 2024: Unissasi